# Victor Koretzky
Victor Koretzky (Béziers, 26 de junho de 1994) é um desportista francês que compete no ciclismo de montanha na disciplina de cross-country.
Ganhou cinco medalhas no Campeonato Mundial de Ciclismo de Montanha entre os anos 2011 e 2021, e duas medalhas no Campeonato Europeu de Ciclismo de Montanha, ouro em 2011 e prata em 2016.
Participou em dois Jogos Olímpicos de Verão, nos anos 2016 e 2020, ocupando o quinto lugar em Tóquio 2020, na prova de cross-country.

## Medalheiro internacional
| Campeonato Mundial | Campeonato Mundial            | Campeonato Mundial | Campeonato Mundial        |
| Ano                | Lugar                         | Medalha            | Competição                |
| ------------------ | ----------------------------- | ------------------ | ------------------------- |
| 2011               | Champéry ( Suíça )            | Medalha de ouro    | Cross-country por relevos |
| 2012               | Leogang/Saalfelden ( Áustria) | Medalha de prata   | Cross-country por relevos |
| 2015               | Vallnord ( Andorra)           | Medalha de ouro    | Cross-country por relevos |
| 2016               | Nové Město ( Chéquia)         | Medalha de ouro    | Cross-country por relevos |
| 2021               | Val di Sole ( Itália)         | Medalha de bronze  | Cross-country             |
| Campeonato Europeu |                               |                    |                           |
| Ano                | Lugar                         | Medalha            | Competição                |
| 2011               | Dohňany ( Eslováquia)         | Medalha de ouro    | Cross-country por relevos |
| 2016               | Huskvarna ( Suécia)           | Medalha de prata   | Cross-country por relevos |